# Gopalpur
Gopalpur là một thị trấn thống kê (census town) của quận Nadia thuộc bang Tây Bengal, Ấn Độ.

## Địa lý
Gopalpur có vị trí 21°51′B 87°43′Đ / 21,85°B 87,72°Đ Nó có độ cao trung bình là 7 mét (22 feet).

## Nhân khẩu
Theo điều tra dân số năm 2001 của Ấn Độ, Gopalpur có dân số 6480 người. Phái nam chiếm 51% tổng số dân và phái nữ chiếm 49%. Gopalpur có tỷ lệ 81% biết đọc biết viết, cao hơn tỷ lệ trung bình toàn quốc là 59,5%: tỷ lệ cho phái nam là 85%, và tỷ lệ cho phái nữ là 77%. Tại Gopalpur, 9% dân số nhỏ hơn 6 tuổi.